# Ectromachernes lamottei
Espèce
Ectromachernes lamottei est une espèce de pseudoscorpions de la famille des Withiidae.

## Distribution
Cette espèce est endémique de Guinée. Elle se rencontre sur le mont Pierre Richaud (mont To) dans les monts Nimba.

## Étymologie
Cette espèce est nommée en l'honneur de Maxime Lamotte.

## Publication originale
- Vachon, 1952 : La réserve naturelle intégrale du Mt. Nimba II. Pseudoscorpions. Mission M. Lamotte en Guinée (1942). Mémoires de l'Institut Français d'Afrique Noire, vol. 19, p. 17-43.